# Solens Rötter
Solens Rötter – szósty album szwedzkiej metalowej grupy Vintersorg. Według lidera zespołu album ma częściowo powrócić do muzycznych korzeni grupy. Sam tytuł oznacza "Korzenie Słońca".

## Lista utworów
1. "Döpt I En Jökelsjö" – 5:25
2. "Perfektionisten" – 4:17
3. "Spirar Och Gror" – 6:32
4. "Kosmosaik" – 5:31
5. "Idétemplet" – 4:52
6. "Naturens Mystär" – 5:00
7. "Att Bygga En Ruin" – 5:29
8. "Strålar" – 5:10
9. "Från Materia Till Ande" – 5:48
10. "Vad Aftonvindens Andning Viskar" - 4:49

## Muzycy
- Andreas Hedlund - śpiew, gitara, instrumenty klawiszowe
- Mattias Marklund - gitara
- Benny Hägglund - perkusja
- Johan Lindgren - gitara basowa